# Nokia 7250
Il Nokia 7250 è un telefono cellulare prodotto dall'azienda finlandese Nokia e messo in commercio nel 2003.

## Caratteristiche
- Dimensioni: 105 x 44 x 20 mm
- Massa: 92 g
- Risoluzione display: 128 x 128 pixel a 4 096 colori
- Durata batteria in conversazione: 5 ore
- Durata batteria in standby: 300 ore (12 giorni)
- Memoria: 1 MB
- Infrarossi